# 貴陽府

貴州省の貴陽府の位置（1820年）

貴陽府（きようふ）は、中国にかつて存在した府。明代から民国初年にかけて、現在の貴州省貴陽市一帯に設置された。

## 概要
1476年（成化12年）、明により程番長官司に程番府が置かれた。1569年（隆慶3年）、程番府は貴陽府と改称された。1601年（万暦29年）、貴陽府は貴陽軍民府と改められた。貴陽軍民府は貴州省に属し、新貴・貴定の2県と開州・広順州・定番州の3州と程番長官司・小程番長官司・上馬橋長官司・盧番長官司・韋番長官司・方番長官司・洪番長官司・臥竜番長官司・小竜番長官司・大竜番長官司・金石番長官司・羅番長官司・盧山長官司・木瓜長官司・麻響長官司・大華長官司の16長官司を管轄した。
1687年（康熙26年）、清により貴陽軍民府は貴陽府と改められた。貴陽府は貴州省に属し、貴筑・貴定・竜里・修文・開州・広順州・定番州・羅斛庁の1庁3州4県を管轄した。
1913年、中華民国により貴陽府は廃止された。